# Lysimachia barystachys
Lysimachia barystachys là một loài thực vật có hoa trong họ Anh thảo. Loài này được Bunge mô tả khoa học đầu tiên năm 1833.